# Nääringinjärvi
Nääringinjärvi är en sjö i kommunen Jockas i landskapet Södra Savolax i Finland. Sjön ligger 121,2 meter över havet. Arean är 2,1 kvadratkilometer och strandlinjen är 14,76 kilometer lång. Sjön  ingår i Vuoksens huvudavrinningsområde.   Den ligger omkring 29 kilometer nordöst om S:t Michel och omkring 240 kilometer nordöst om Helsingfors. 
I sjön finns ön Pekansaari. 